# Ziama Mansouriah (distrito)
Ziama Mansouriah é um distrito localizado na província de Jijel, Argélia, e cuja capital é a cidade de mesmo nome, Ziama Mansouriah. A população total do distrito era de 16 033 habitantes, em 2008.

## Comunas
O distrito é composto por duas comunas:
- Ziama Mansouriah
- Eraguene